# Самый ценный груз
«Самый ценный груз» (также «Самый ценный товар», фр. La Plus Précieuse Des Marchandises) — анимационный фильм французского режиссёра Мишеля Хазанавичуса. Его премьера состоялась в мае 2024 года на Каннском кинофестивале, в рамках основной программы. В российский прокат картину выпустит компания Exponenta Film 30 января 2025 года, а роль рассказчика озвучит Александр Петров.

## Сюжет
Фильм снят по мотивам романа Жан-Клода Грюмбера (в русском переводе «Самый дорогой товар»), рассказывающего о Холокосте. Во время депортации в Освенцим глава еврейской семьи выбрасывает из поезда одного из своих детей-близнецов, и того подбирают поляки.

## Роли озвучивали
- Жан-Луи Трентиньян — рассказчик
- Грегори Гадебуа, Жерар Депардье, Доминик Блан — лесорубы
- Дени Подалидес — человек с разбитым лицом

## Производство и релиз
Идея экранизировать роман Жан-Клода Грумберга принадлежала продюсеру Патрику Собельману. Он обратился к Мишелю Хазанавичусу с предложением стать режиссёром проекта, но тот долго не соглашался, так как не хотел поднимать в кино тему Холокоста. Прочитав книгу Грумберга, он всё же дал согласие (в 2019 году). Пандемия COVID-19 приостановила работу над мультфильмом, и Хазанавичус смог в перерыве снять зомби-комедию «Убойный монтаж» (2022). Описывая процесс создания фильма, режиссёр признавался, что съёмочная группа черпала вдохновение в работах художников Анри Ривьера, Гюса Бофа, а для изображения природы — Ивана Билибина.
«Самый ценный груз» стал последний проектом для Жана-Луи Трентиньяна, произносившего закадровый текст: актёр умер 17 июня 2022 года.
Премьера фильма состоялась в мае 2024 года на Каннском кинофестивале. 22 апреля стало известно, что «Самый ценный груз» включён в основную программу. Это первый мультфильм в Каннах после 2008 года.

## Критика
Фильм получил смешанные отзывы критиков. По данным агрегатора Rotten Tomatoes, 
50 % из 12 обзоров были положительными, со средней оценкой 6.3 из 10.
Фильм был показан в конкурсах ряда кинофестивалей, в том числе фестиваля анимационных фильмов в Анси, Каннского кинофестиваля, кинофестиваля в Вальядолиде и премии Люмьер, однако не завоевал наград.